# Cottonwood Falls
La ville de Cottonwood Falls est le siège du comté de Chase, situé dans le Kansas, aux États-Unis.